# 무자이코

무자이코(에스페란토: Muzaiko)는 에스페란토 관련 인터넷 음악 방송이다.